# هیو رابرتسون
هیو رابرتسون (انگلیسی: Hugh Robertson) بازیکن فوتبال بود.
از باشگاه‌هایی که در آن بازی کرده‌است می‌توان به باشگاه فوتبال آرسنال، باشگاه فوتبال برنلی، باشگاه فوتبال لستر سیتی، باشگاه فوتبال لینکولن سیتی، باشگاه فوتبال داندی، و باشگاه فوتبال میلوال اشاره کرد.